# Округ Карол (Мериленд)
Округ Карол (енгл. Carroll County) је округ у америчкој савезној држави Мериленд.

## Демографија
По попису из 2010. године број становника је 167.134, што је 16.237 (10,8%) становника више него 2000. године.
| Група             | 2000.           | 2010.           |
| Белци             | 143.455 (95,1%) | 152.428 (91,2%) |
| Афроамериканци    | 3.433 (2,3%)    | 5.332 (3,2%)    |
| Азијати           | 1.134 (0,8%)    | 2.418 (1,4%)    |
| Хиспаноамериканци | 1.489 (1,0%)    | 4.363 (2,6%)    |
| Укупно            | 150.897         | 167.134         |